# Голсон (Техас)
Голсон (англ. Gholson) — місто (англ. city) в США, в окрузі Макленнан штату Техас. Населення — 1250 осіб (2020).

## Географія
Голсон розташований за координатами 31°42′20″ пн. ш. 97°14′17″ зх. д. / 31.70556° пн. ш. 97.23806° зх. д. (31.705575, -97.238011).  За даними Бюро перепису населення США в 2010 році місто мало площу 22,60 км², з яких 22,55 км² — суходіл та 0,05 км² — водойми.

## Демографія
Згідно з переписом 2010 року, у місті мешкала 1061 особа в 423 домогосподарствах у складі 310 родин. Густота населення становила 47 осіб/км².  Було 468 помешкань (21/км²).
Расовий склад населення:
| - 94,4 % — білих - 1,1 % — чорних або афроамериканців - 1,0 % — корінних американців - 0,3 % — азіатів - 2,0 % — осіб інших рас |

До двох чи більше рас належало 1,1 %. Частка іспаномовних становила 10,4 % від усіх жителів.
За віковим діапазоном населення розподілялося таким чином: 22,5 % — особи молодші 18 років, 61,9 % — особи у віці 18—64 років, 15,6 % — особи у віці 65 років та старші. Медіана віку мешканця становила 42,5 року. На 100 осіб жіночої статі у місті припадало 110,9 чоловіків;  на 100 жінок у віці від 18 років та старших — 110,8 чоловіків також старших 18 років.
Середній дохід на одне домашнє господарство  становив 60 244 долари США (медіана — 56 818), а середній дохід на одну сім'ю — 67 469 доларів (медіана — 61 250). За межею бідності перебувало 18,4 % осіб, у тому числі 38,2 % дітей у віці до 18 років та 9,8 % осіб у віці 65 років та старших.
Цивільне працевлаштоване населення становило 381 особа. Основні галузі зайнятості: освіта, охорона здоров'я та соціальна допомога — 21,3 %, виробництво — 15,0 %, будівництво — 12,6 %, транспорт — 11,8 %.